# 432년

## 연호
- 유송(劉宋) 원가(元嘉) 9년
- 북위(北魏) 연화(延和) 원년
- 북량(北凉) 의화(義和) 2년
- 북연(北燕) 태흥(太興) 2년

## 기년
- 유송(劉宋) 문제(文帝) 9년
- 북위(北魏) 태무제(太武帝) 9년
- 신라(新羅) 눌지 마립간(訥祗麻立干) 16년
- 고구려(高句麗) 장수왕(長壽王) 20년
- 백제(百濟) 비유왕(毗有王) 6년